# Мікі Такео
Мікі Такео (яп. 三木武夫, みき たけお; 17 березня 1907 — 14 листопада 1988) — політичний та державний діяч, 66-й прем'єр-міністр Японії. Член Ліберально-демократичної партії, засновник і голова однієї з п'яти основних фракцій ЛДП.

## Біографія
Закінчив університет Мейдзі в 1923 році. Один із засновників і з 1946 року генеральний секретар Кооперативно-демократичної партії.
Зайняв пост прем'єр-міністра в 1974 році після відставки по звинуваченню в корупції прем'єр-міністра Танаки Какуей.
Після відставки в 1976 році продовжував активну діяльність в партії та парламенті.
1. ↑  Encyclopædia Britannica
2. 1 2  SNAC — 2010.
3. ↑  Munzinger Personen